# 托馬斯·諾林
托馬斯·斯科特·諾林是一名美國編劇。

## 個人生活
諾林曾讀過佛羅里達州立大學。
諾林的編寫處女作為2014年威斯·柏導演的科幻動作片《移動迷宮》。他還編寫了2015年上映的續集《移動迷宮：焦土審判》和三部曲的最後一部《移動迷宮：死亡解藥》的劇本。
諾林還與導演史蒂芬·S·迪奈特共同編寫了電影《環太平洋2：起義時刻》的劇本和故事。

## 外部連結
- 托馬斯·諾林在互联网电影资料库（IMDb）上的資料（英文）